# Haldórsvík
Haldórsvík [ˈhaltœʂˌvʊik] oder Haldarsvík [ˈhaltaʂˌvʊik] „Halldórs Bucht“ (dänischer Name Haldersvig), kurz auch Vík, ist ein Ort der Färöer auf der Insel Streymoy.
Der Ort ist Teil der Kommune Sund.
Haldórsvík liegt im Norden an der Ostküste Streymoys entlang der Straße nach Tjørnuvík. Durch die Ortsmitte fließt ein Wildwasserbach.

## Kirche von Haldórsvík
Die Steinkirche Haldórsvíks wurde 1856 von V. U. Hammershaimb eingeweiht. Es ist die einzige Kirche der Färöer in Form eines Achtecks. Auch der Altar ist besonders: Anstatt bei der Darstellung des letzten Abendmahls die zwölf Apostel zu zeigen, wurden deren Gesichter durch die Konterfeis existierender Färinger ersetzt.

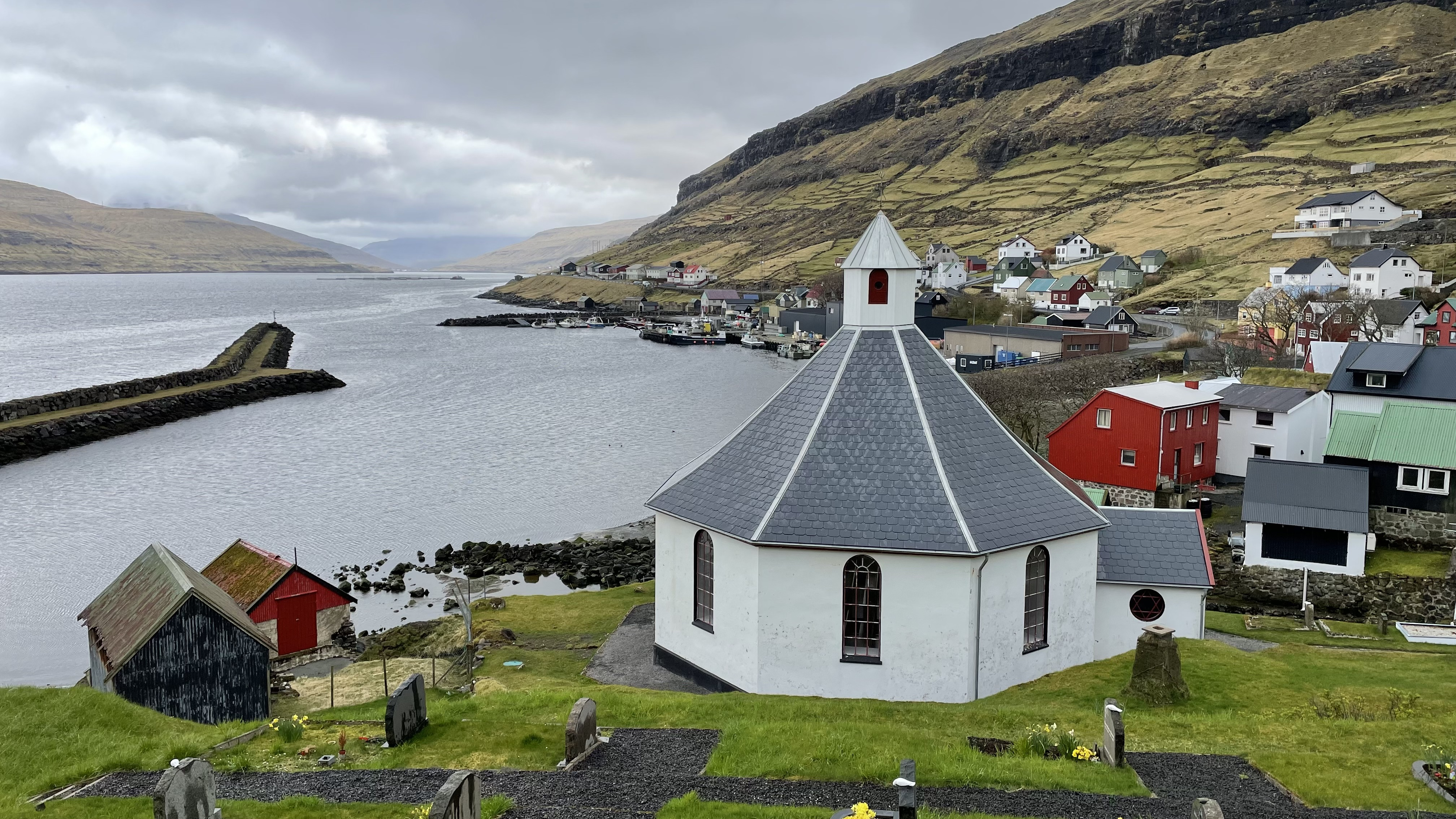
Blickfang in Haldórsvík ist die achteckige Kirche.
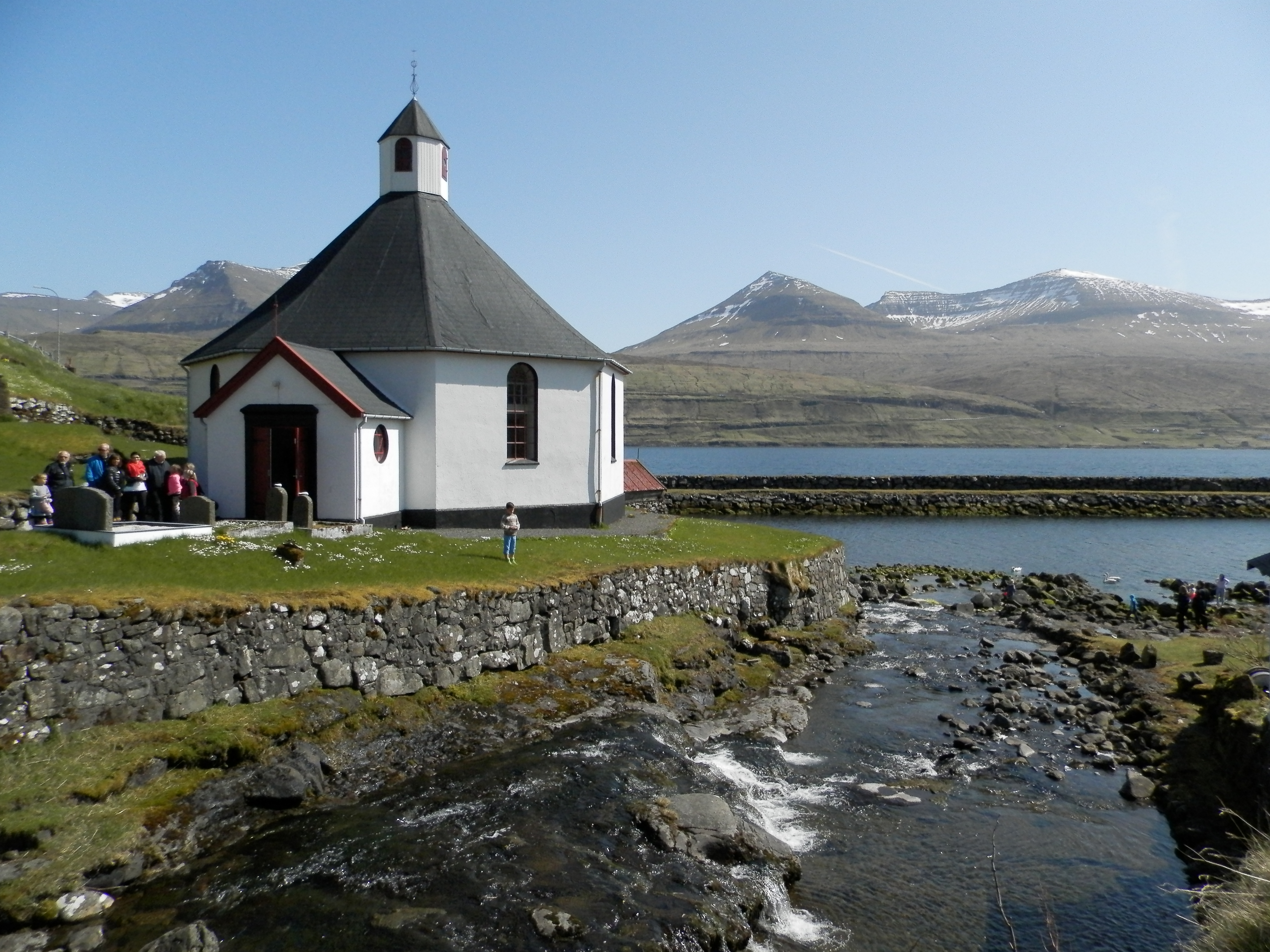
Kirche von Haldórsvík 2013.
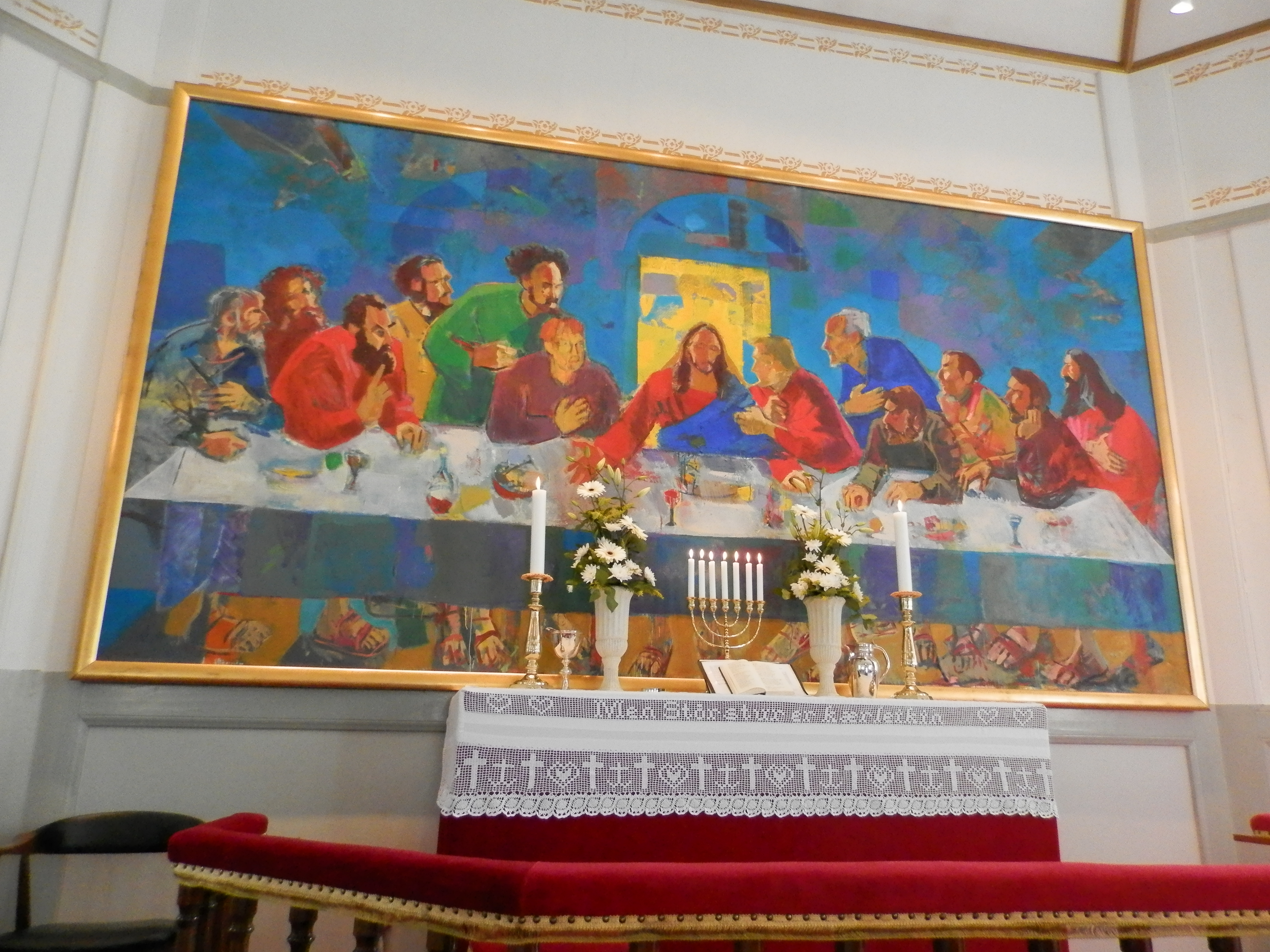
Innenraum der Kirche von Haldórsvík.
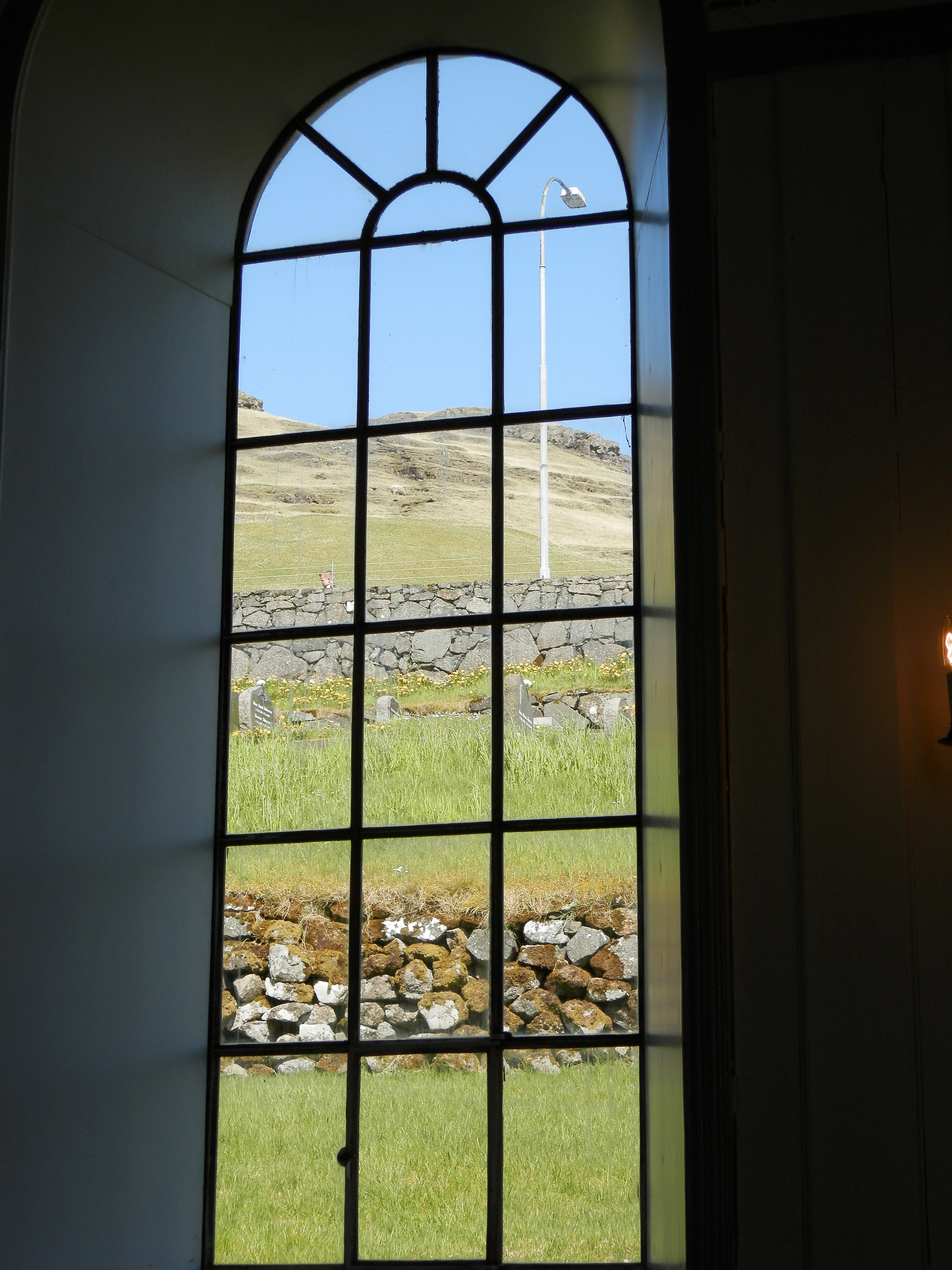
Fenster der Kirche von Haldórsvík.
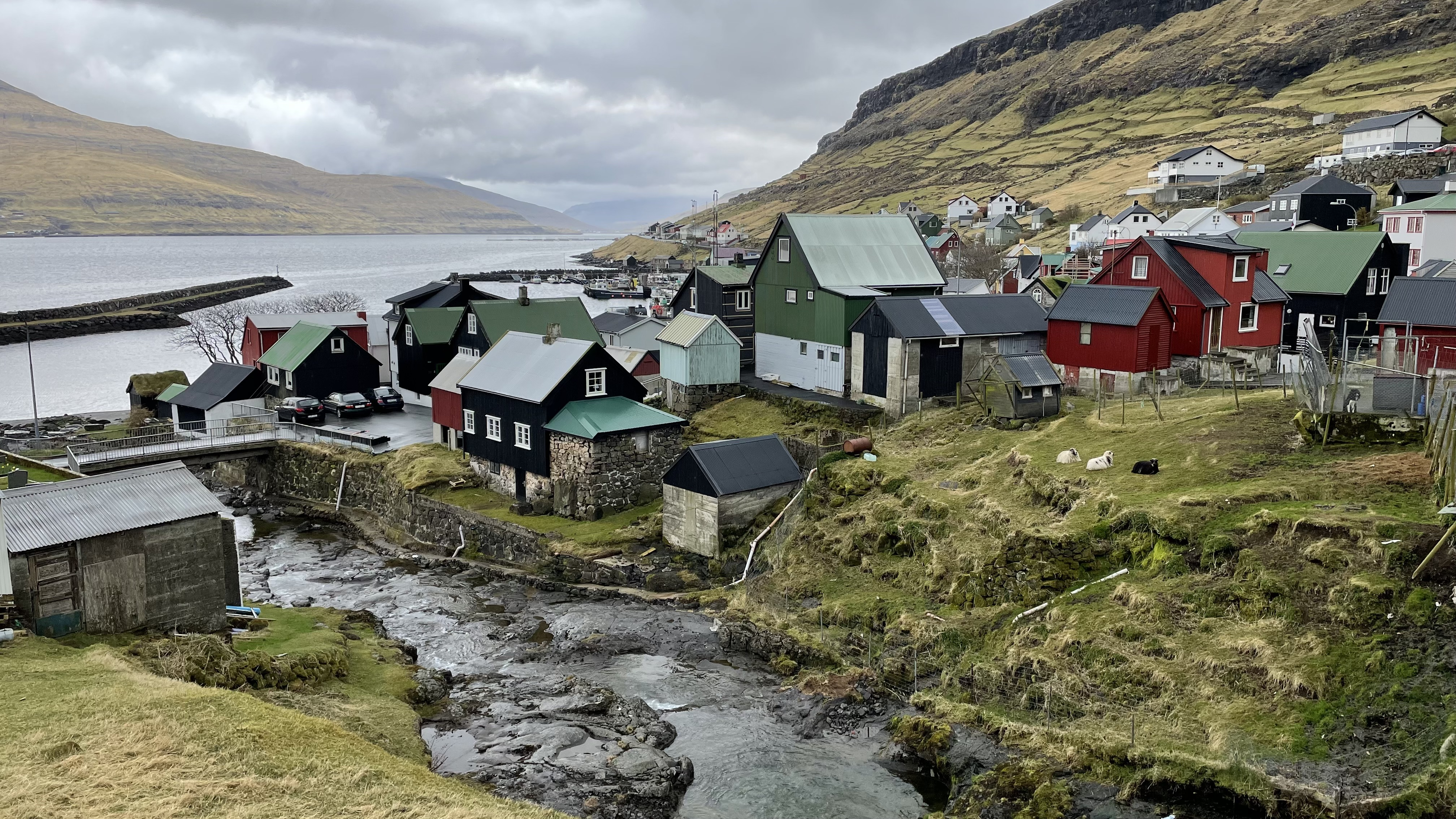
Haldórsvík mit dem Bach Kluftá

## Persönlichkeiten
- Andrass Samuelsen (1873–1954), Ministerpräsident der Färöer